# Selyem

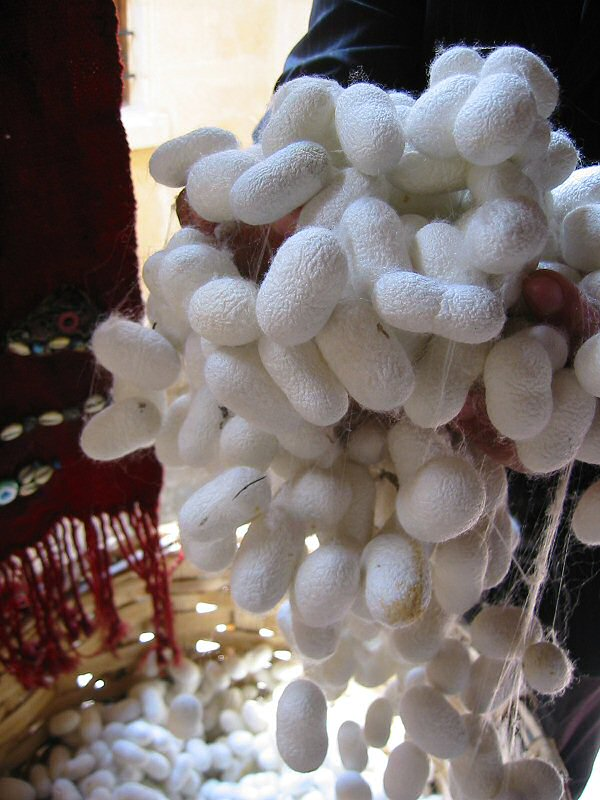
A selyemhernyó gubói

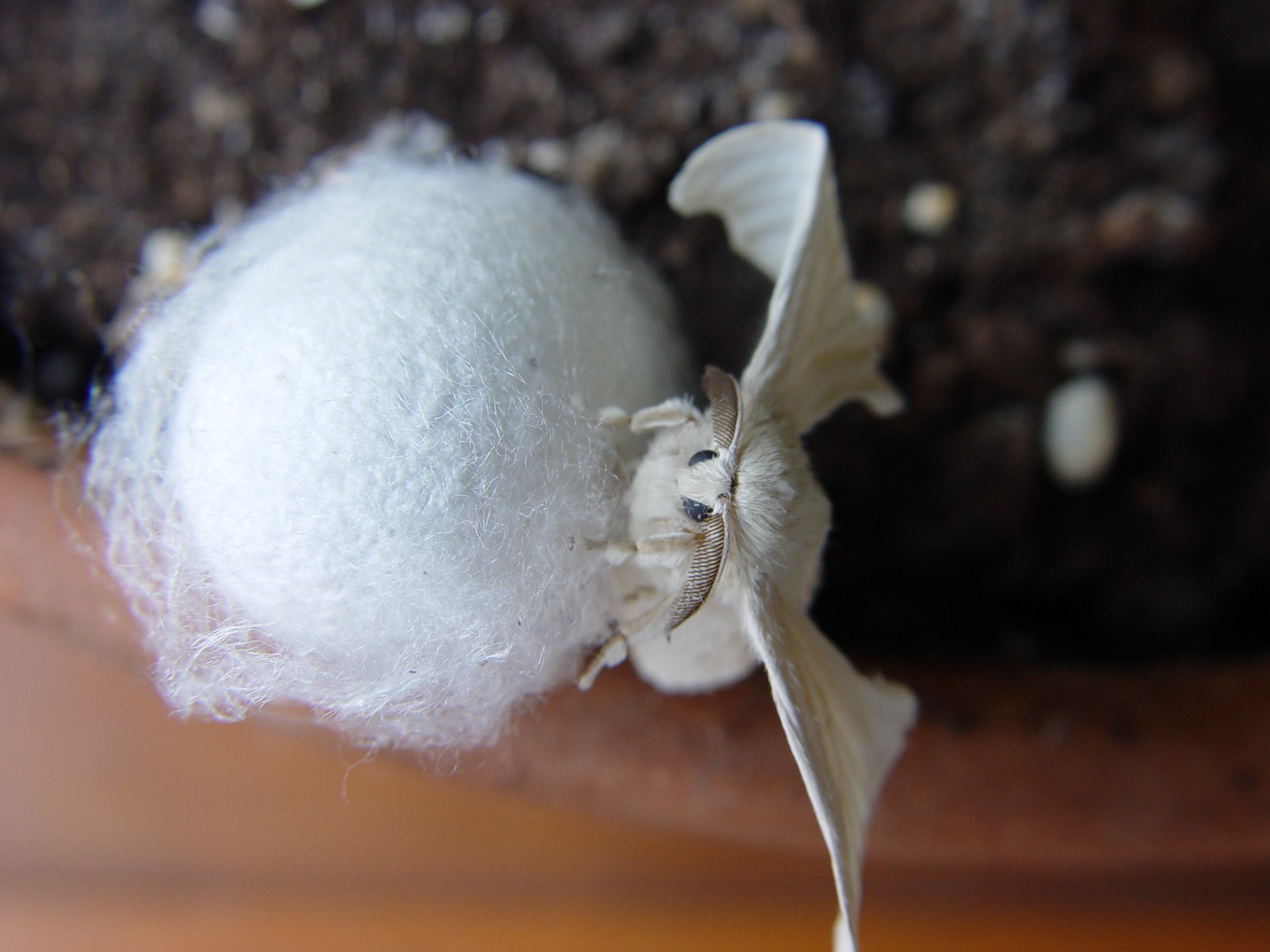
Selyemlepke (Bombyx mori)

A selyem a köznyelvben általában a hernyóselymet, a selyemlepke (Bombyx mori) hernyójának mirigyváladékát jelenti, amely fontos textilipari nyersanyag. Tágabb értelemben azonban a selyem minden olyan állat mirigyváladékát jelenti, amely bizonyos hasonlóságot mutat a hernyóselyemmel. Ilyen például a vadselyem vagy a pókselyem. Selyemnek csak azt a szövetet nevezik, amelyet a selyemhernyó gubójából nyernek. A selyemszövet típusai: taft, kreppdesin, kreppzsorzsett, kreppszatén, düsessz, organza, szatén, pongé, twill, bourette. Vadselyemből készül a doupion-, honan-, vagy a santung-selyem.
A selyem feldolgozása az ókori Kínából ered, ahol évezredeken át őrizték a titkát. A kínai selyemárut az Ázsián átvezető selyemutakon szállították a kereskedők Európába, ahol igen nagy becsben tartották. Csak 552-ben sikerült két Kínában járt szerzetesnek Európába csempésznie selyemhernyó-petéket, ezzel itt is megalapozták a selyemhernyó-tenyésztést, ami aztán számos országban elterjedt. A selyemruházat Európában mindig is luxuscikknek számított.
Magyarországon 1680-ban honosította meg Passardi Péter János a selyemhernyó tenyésztését. Ezt követőleg számos selyemmanufaktúra működött az országban. Óbudán 1783-ban létesült az első gyár, a Filatórium (Selyemcérnázó), amit 1785-ben – ugyancsak Óbudán – a Selyemgombolyító követett. Kossuth és Széchenyi is szorgalmazta a selyemhernyó-tenyésztést, de ezt végül csak 1880-ban Bezerédj Pál valósította meg Tolnán. Később Magyarország számos városában alakultak selyemgyárak, amelyek az 1990-es évekig működtek.
A selyem termesztése körülményes és feldolgozása munkaigényes. A selyemhernyó által képzett két fonómirigy váladéka alkotja a gubót, a kettős szálból a hernyó betokozza magát. A feldolgozás kezdetén forró levegővel kiölik a bábot, majd forró vízben megpuhítják a gubó anyagát és ebből lefejtik magát a selyemszálat. Ezt azután textilipari műveletekkel fonallá alakítják és teszik alkalmassá a további feldolgozásra (szövés, kötés, hímzés stb.). A szintetikus szálasanyagok előretörésével jelentősége csökkent, az összes textilnyersanyag-felhasználásnak mindössze körülbelül 0,2%-át teszi ki.

## A hernyóselyem

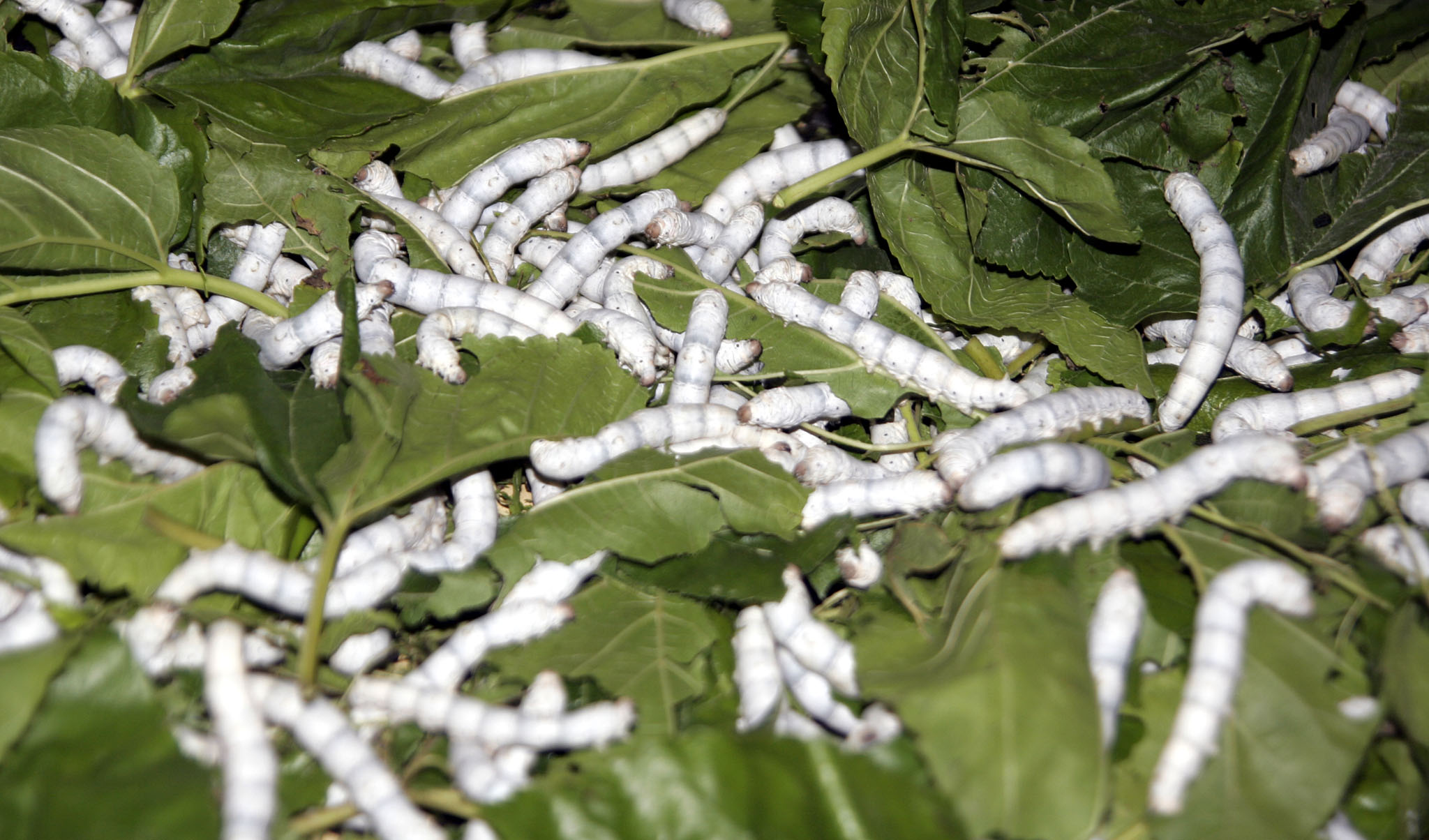
A selyemhernyók eperfalevelek között

A hernyóselyem, a selyemhernyó mirigyváladékából keletkezett finom, fényes, rugalmas szál, egyike a textiliparban felhasznált állati eredetű szálasanyagoknak. Szövésre való alkalmasságát a kínaiak ismerték fel már időszámításunk előtt 3000 évvel. 2007-ben találtak egy Csianghszi tartományban folyó ásatásnál egy régi sírban olyan színes selyemszövet-darabot, amelynek korát 2500 évesre teszik. Feldolgozásának titkát 25 évszázadon át megőrizték. Igen fontos kereskedelmi cikk volt, amelyet a híres selyemúton (ami valójában több ágon is haladt Ázsián és Európán át) szállították egészen Rómáig. Ma is Kína a legnagyobb selyemtermelő ország: a világ összes hernyóselyem-termelése 2006-ban kb. 145 ezer tonna volt, ennek mintegy 72%-a Kínából származik.

### Történeti áttekintés
A selyem története a Kr. e. 3. évezredre nyúlik vissza. A legenda szerint ugyanis Hszi Ling-si kínai császárné, aki i. e. 2640 körül élt, véletlenül beleejtett a forró teájába egy selyemgubót, ami a hőtől meglágyult és hosszú, finom fonalat eresztett le. Ennek a véletlennek köszönhetően fedezték volna fel a hernyóselymet és kezdtek belőle ruhákat készíteni.

Selyem ősi készítésének technológiai fázisai Kínában
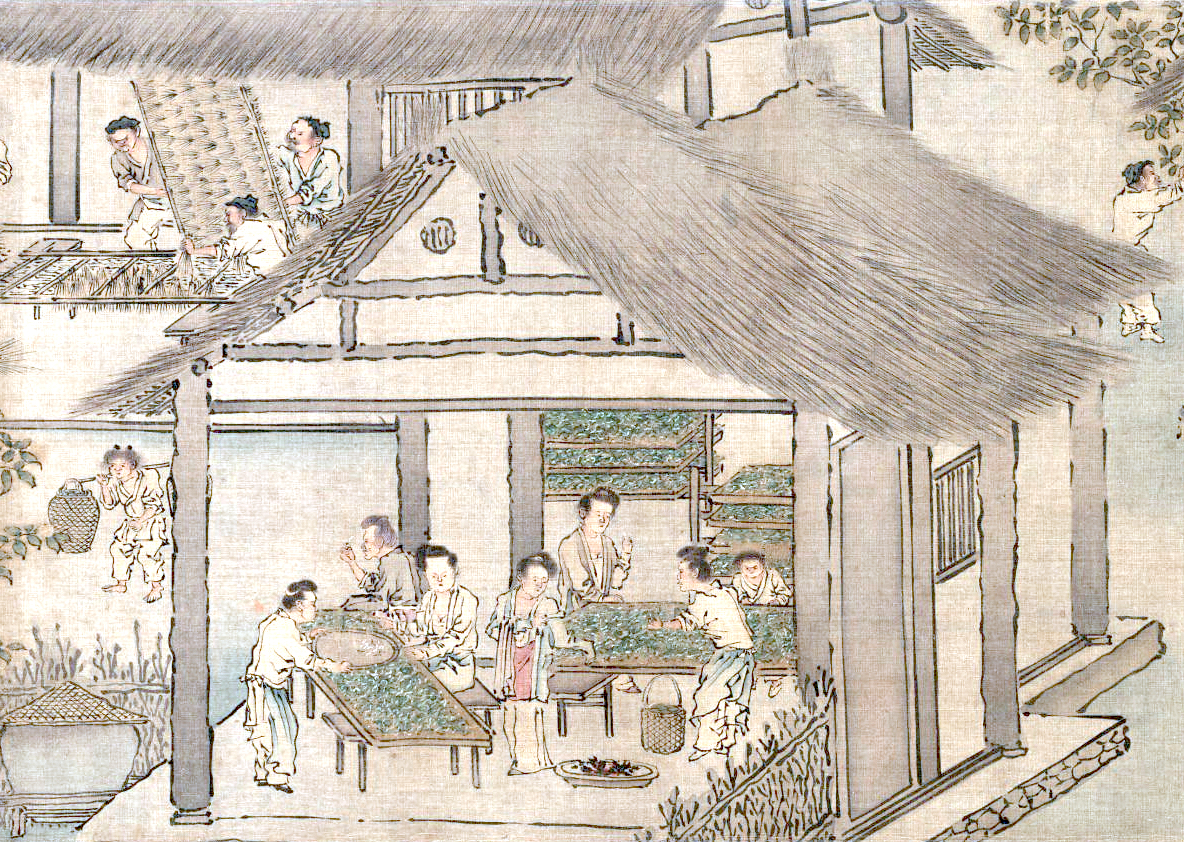
A selyemhernyókat és eperfa leveleket tálcákra helyezik
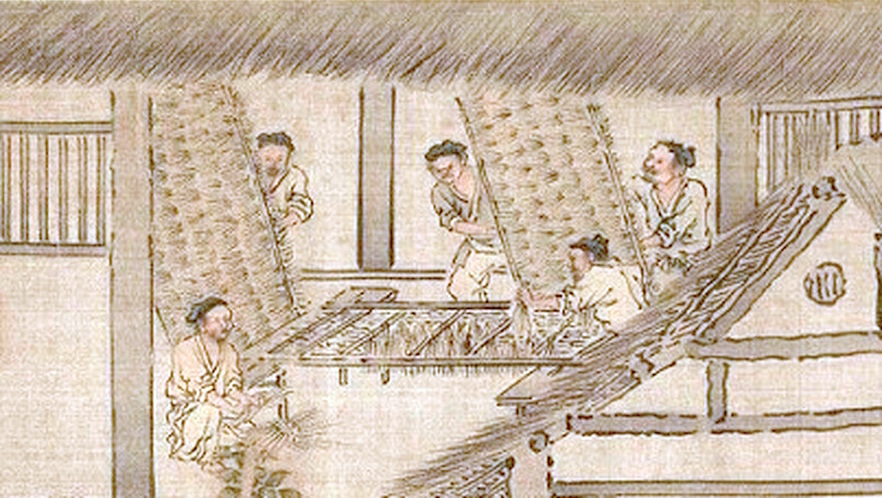
A gubók kiszárítása
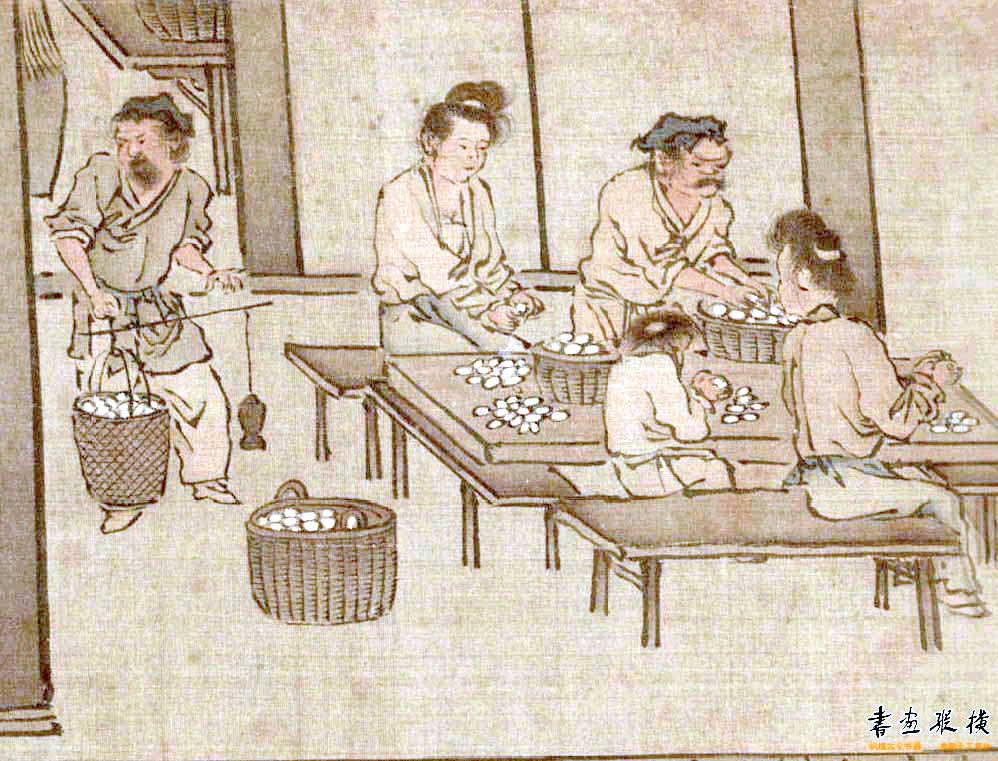
A gubók lemérése és válogatása
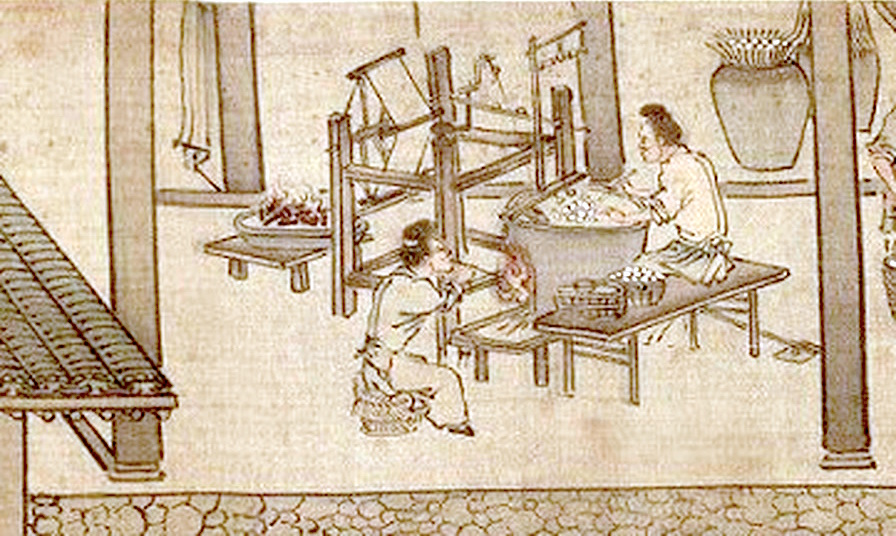
A beáztatott gubókról a szálat gombolyítják
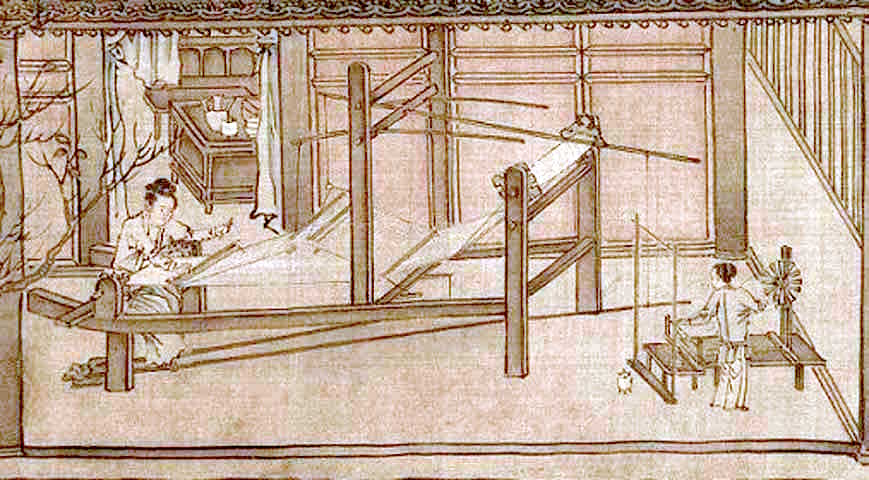
A selyem szövése

2009-ben Harappában, Pakisztánban találtak radiokarbon-módszerrel Kr. e. 2450–2200 közöttinek datált olyan selyemszálakat, amelyek más lepkefajok (Antheraea assamensis, Antheraea mylitta) szálai, ez azt bizonyítja, hogy az Indus-völgyi civilizáció Kínától függetlenül ismerte a selymet. A különböző fajok szálainak feldolgozása is kis mértékben eltér egymástól. Ezeknek a lepkéknek a selymeit napjainkban nem használják.
Tény, hogy a selyem Kína kultúrájában évezredeken át igen fontos szerepet töltött be, mély nyomot hagyott a népszokásokban és a vallási szertartásokban is. Az ókori Kínában könyveket is írtak selyemszövetre. Az íráshoz kezdetben feltehetően ugyanazt a selyemfajtát használták, mint amiből ruhát is készítettek.
Már az ókorban, a római patriciusok és a japán császárok is selyemöltözeteket hordtak, de a kelme elkészítésének módját 3000 éven keresztül szigorúan őrizték Kínában. Halálos bűnnek számított egy selyemhernyót vagy akár egy petét kivinni az országból.
A selyem kereskedelmének első nyomaira utalnak egy Kr. e. 1070-ből származó egyiptomi múmia hajában talált selyemszálak.

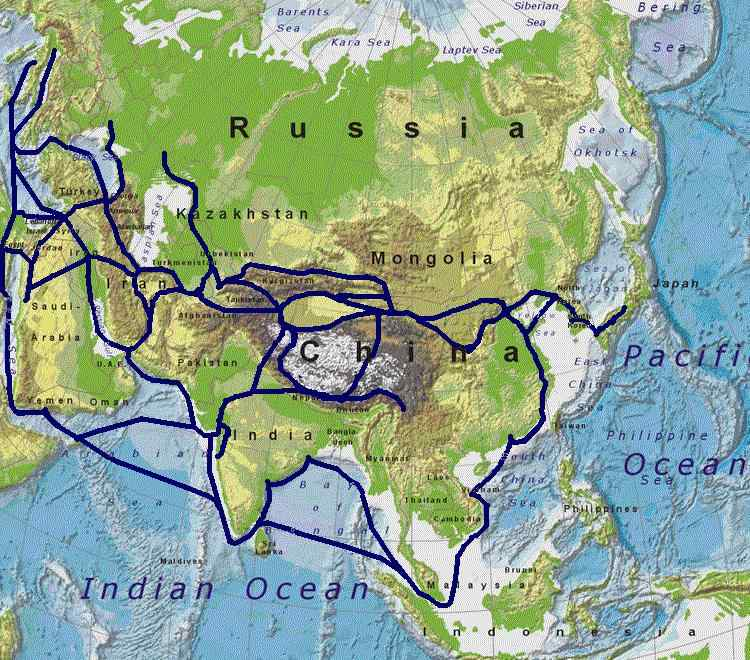
Selyemutak

Bár a kínaiak nagyon szigorúan őrizték a selyem titkát, időszámításunk szerint 200 körül az mégis eljutott Koreába, 300-ban pedig Indiába is.
A Kr. e. 2. századtól Kínából a selyemutakon szállították a selymet a kereskedők. A Kelet-Római Birodalomban Justinianus császár (527–565) korában terjedt el a selyemhernyó-tenyésztés, miután 552-ben két térítő szerzetes bambuszbotokban Bizáncba csempészett néhány selyemhernyópetét.
A bizánci és mór selyemszövők révén Itáliában is ismertté vált ez a technika. A 13. századra Firenze és környéke az európai selyemgyártás fontos központja volt. Franciaországban is itáliai mesterek honosították meg. A lyoni selyemgyárak hagyományos kínai és perzsa díszítőmintákkal készült kelméi hamarosan meghódították nemcsak az európai királyi udvarokat, hanem a világpiacot is. A 15. században kialakultak az európai selyemgyártás önálló jegyei.
Indiában nagy hagyománya van a selyemnek és ma is ez a második legnagyobb selyemtermelő ország. Eredetileg az előkelő társadalmi osztályokhoz tartozók viseltek selyemből készült ruhákat, a szegényebb néposztály pamutruhát hordott. Ma a selyemgyártás központjai: Dél-Indiában Bhúdhan Pócanpalli (amit Silk City, azaz Selyemváros néven is ismernek), Káncsipuram, Dharmávaram, Maiszúr, Észak-Indiában Banárasz és Szárisz. A történelmi időkből ismert "Mursidábád-selyem" főleg Maldában és a nyugat-bengáliai Mursidábád kerületben készülnek. Ugyancsak a selyemgyártásáról nevezetes hely Bhágalpur. A káncsi selyem híres jellegzetes mintázatáról és tartósságáról. Ugyancsak jól ismert az Északkelet-Indiából származó Assam-selyem (Asszám-selyem). Indiában is hagyományosan kézi szövőszékeken készítik és kézi eljárásokkal színezik a selyemszövetet, amibe gyakran ezüstfonalakat is beleszőnek. Leginkább élénk színű, drága szárikat készítenek belőle. A selyemből készült ruházat szorosan hozzátartozik a hagyományos indiai ünnepi viselethez.
Thaiföld jó klimatikus viszonyai kedveznek a selyemhernyó-tenyésztésnek és a vadselyem előállításának. A nők szövőszékeken készítik a selyemszövetet, a készítésmód mesterfogásai generációról generációra hagyományozódnak. A lányt akkor tekintik házasságra érettnek, amikor már elsajátította ezt a mesterséget. A thaiföldi selyemszövetek gyakran bonyolult mintázatúak, sokszínűek, és a legtöbb tájegységnek megvan a maga jellegzetes mintázata és színösszeállítása, mint a népművészetekben általában. A 20. század elején a thaiföldi selyemgyártás csaknem teljesen megszűnt, ugyanis a buddhista vallás tiltja minden élőlény elpusztítását, beleértve a selyemhernyó bábjait is. Ugyanis amíg a gubó ép, a gubót alkotó selyemszálat is le lehet fejteni, ha viszont az imágó már kirágja a gubót, akkor a selyemszálakat nem lehet legombolyítani. A probléma orvoslása miatt az amerikai Jim Thomsonnak a thai király, Sirkit segítségével a második világháború után néhány nem buddhista család révén sikerült újraélesztenie ezt az ipart.
A muszlim vallás tiltja, hogy a férfiak selyemből készült ruhadarabot viseljenek, a nőknek azonban szabad, ezért a selyem az iszlám országokban is elterjedt. A selymet a mórok vitték el Spanyolországba is, ahonnan azután egész Európában elterjedt. Nagy selyemkereskedelmi központok alakultak ki Észak-Itáliában, Firenze és Lucca városában. I. Ferenc francia király a 16. században olasz selyemkészítőket hívott be országába, ők alapították meg a híres lyoni selyemipart.
Angliában, a 17. században I. Jakab akarta meghonosítani a selyemhernyó-tenyésztést, de az ottani klíma nem kedvezett ennek. Észak-Amerikában Virginia, Dél-Karolina és Georgia államban foglalkoztak selyemgyártással a 17. századtól, Kaliforniában a 19. századtól.
Magyarországon a selyemhernyót (korabeli elnevezése a „selyemszaró bogár” volt) Passardi Péter János olasz telepes honosította meg 1680-ban. A 18. században hazánkban számos selyemmanufaktúra működött. P. Facchini II. József engedélyével Óbudán selyemcérnázót (filatóriumot) alapított. A gyár 1783-ban kezdte meg működését, a gépeket vízikerékkel hajtották. Ez az gyár azonban 1789-ben csődbe ment, megszűnt, épülete az elkövetkező évtizedek alatt összedőlt. (Erről a gyárról kapta ma is ismert nevét az óbudai Filatorigát.) 1786-ban kezdett dolgozni ugyancsak Óbudán az Agostino Mazzucato (Mazzucato Ágoston) által 1784-ben alapított és 1785-ben épült Selyemgombolyító, amely részben a Filatoriumnak, részben Valero Antal pesti selyemgyárának szállította termékét. 1840-ben Kossuth és Széchenyi célul tűzték ki a selyemhernyó-tenyésztés fellendítését.
Már közel századja, hogy a selyemtenyésztésnek felette érdekes tárgya Magyarországban is szőnyegre került. Valódi siker azt azonban eddigelé nemcsak nem kisérte. Sőt bátran mondhatni, felette kevés kivétellel, ha mindenütt egészen semmiig nem ment is, bizony csak felette pangó állapotban létezik az, s inkább a forma, mint a haszon végett tartatik fen. Okát illy kevés sikernek különbfélében keresik. Sokan az ország éjszakibb s átaljában mostohább fekvésében keresik, mintha a szederfa — egyedüli táplálék-forrása a selyembogárnak — Magyarország zordonabb éghajlata alatt nem igen diszelhetnék: vagy mivel tavaszink változékonysága és a nem ritka késő derek következésében olly sokszor meg volnának rontva a szederfalevelek, s ekép meg lenne semmisítve a selyembogarak egyedüli tápláléka; vagy mintha a nálunk néha olly sürü mennydörgések, mellyek alatt — mint állítják — annyi hernyó elvesz, tiltanák tőlünk azon kincset el, mellyhez az olasz és franczia olly könnyen jut.

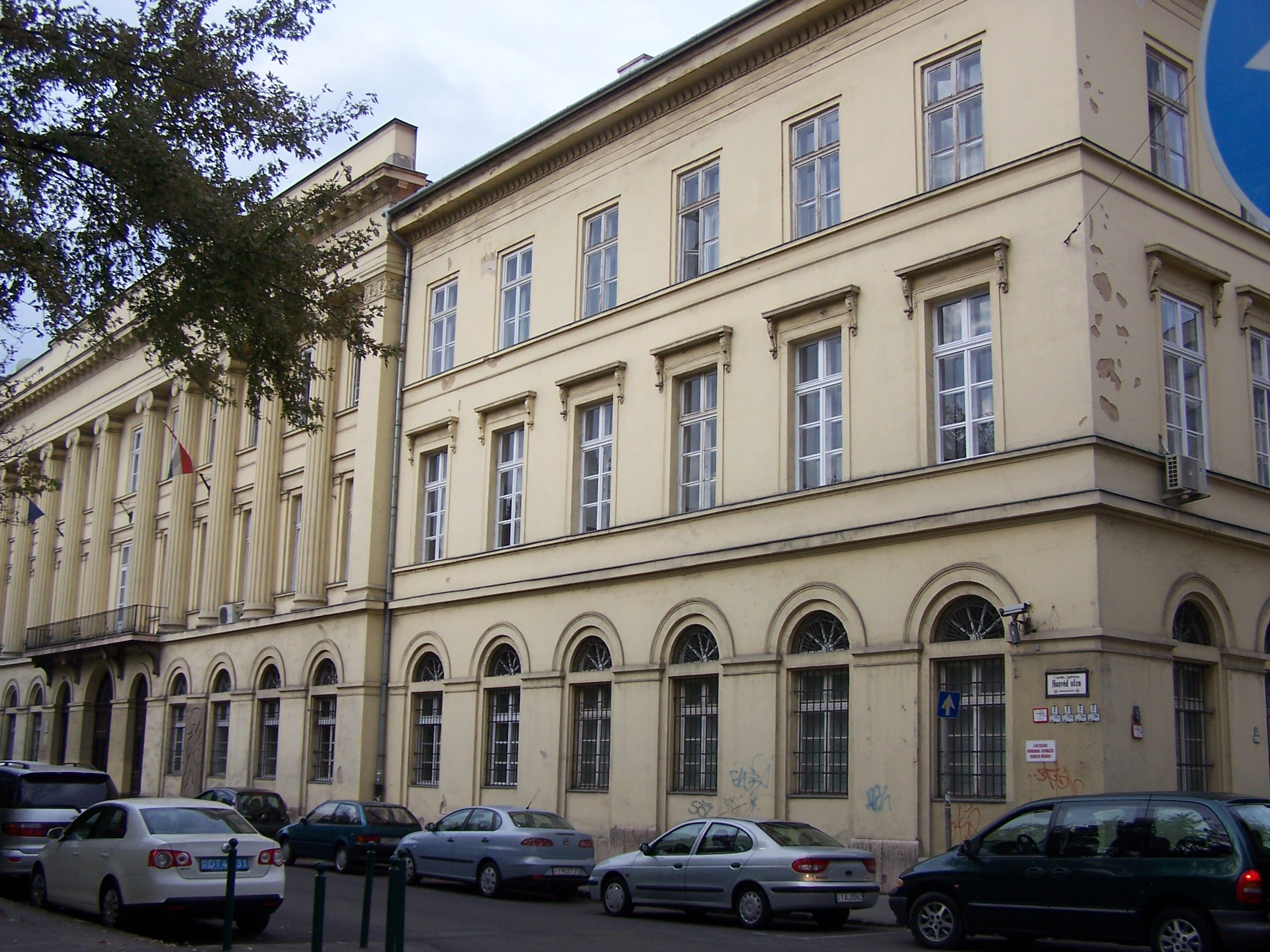
A volt Valero-selyemgyár műemlék épülete

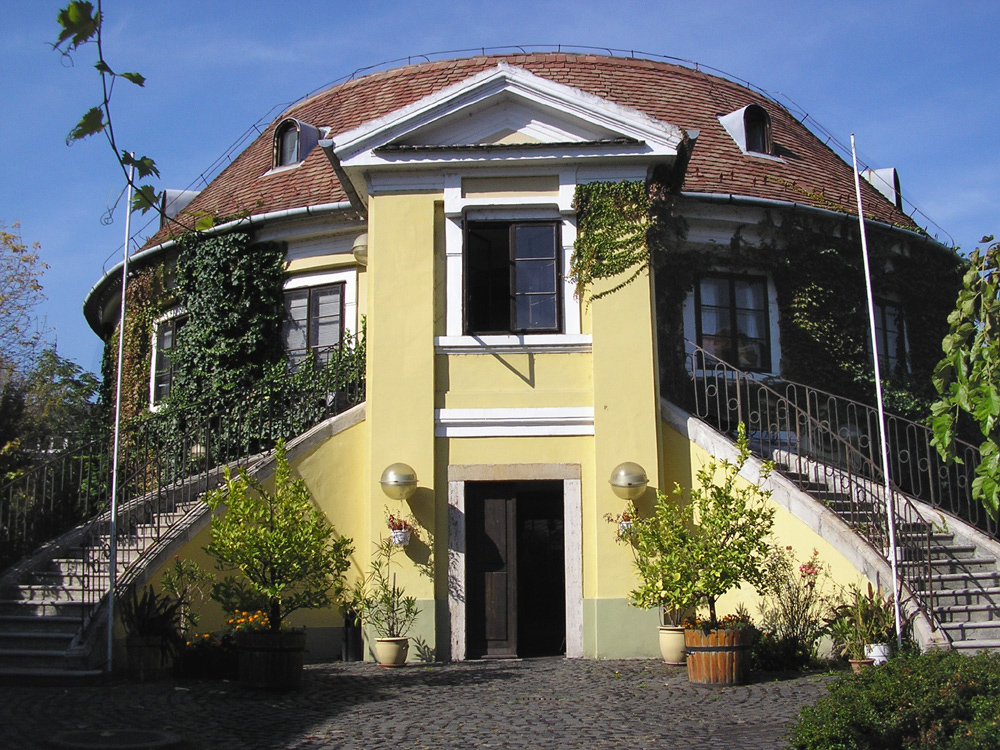
Az óbudai Selyemgombolyító épülete

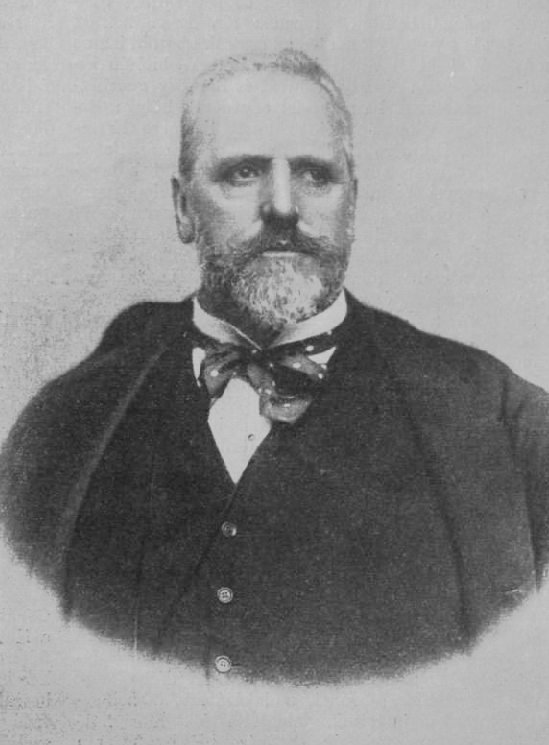
Bezerédj Pál

A selyemipar csak 1880-tól, Bezerédj Pál munkássága nyomán indult fejlődésnek, aki Tolnán jelentős selyemgyárat létesített. A szekszárdi selyemgyár eredetileg az apátsági uradalom kezében volt, de a 20. század elején ez is Bezerédj Pál érdekeltségévé vált. Foglalkoztak selyemtermeléssel a 18. században Békéscsabán is. 1955-ben megalakították a Magyar Selyemipar Vállalatot, amely az akkor működött tíz selyemfeldolgozó gyárat egy szervezetbe tömörítette és 1991-ig, felszámolásáig állt fenn. Nagy munkaigénye miatt a hazai selyemgyártás 1971-ben megszűnt. A tolnai volt selyemgyár épületeiben ma is működő Tolnatext Bt. textilgyár (ami azonban nem hernyóselyem-feldolgozással foglalkozik) egy házi múzeumot tart fenn a hajdani selyemfeldolgozó gépekből, korabeli publikációkból, gyári események képeiből stb. A legnagyobb magyar selyemszövőgyárat, a volt Szentgotthárdi Szövőgyárat a privatizáció során egy olasz cég vette meg és Lurotex Kft. néven működteti tovább, mesterséges szálasanyagokból készült, selyem jellegű termékek gyártására.

### A hernyóselyem előállítása[1]

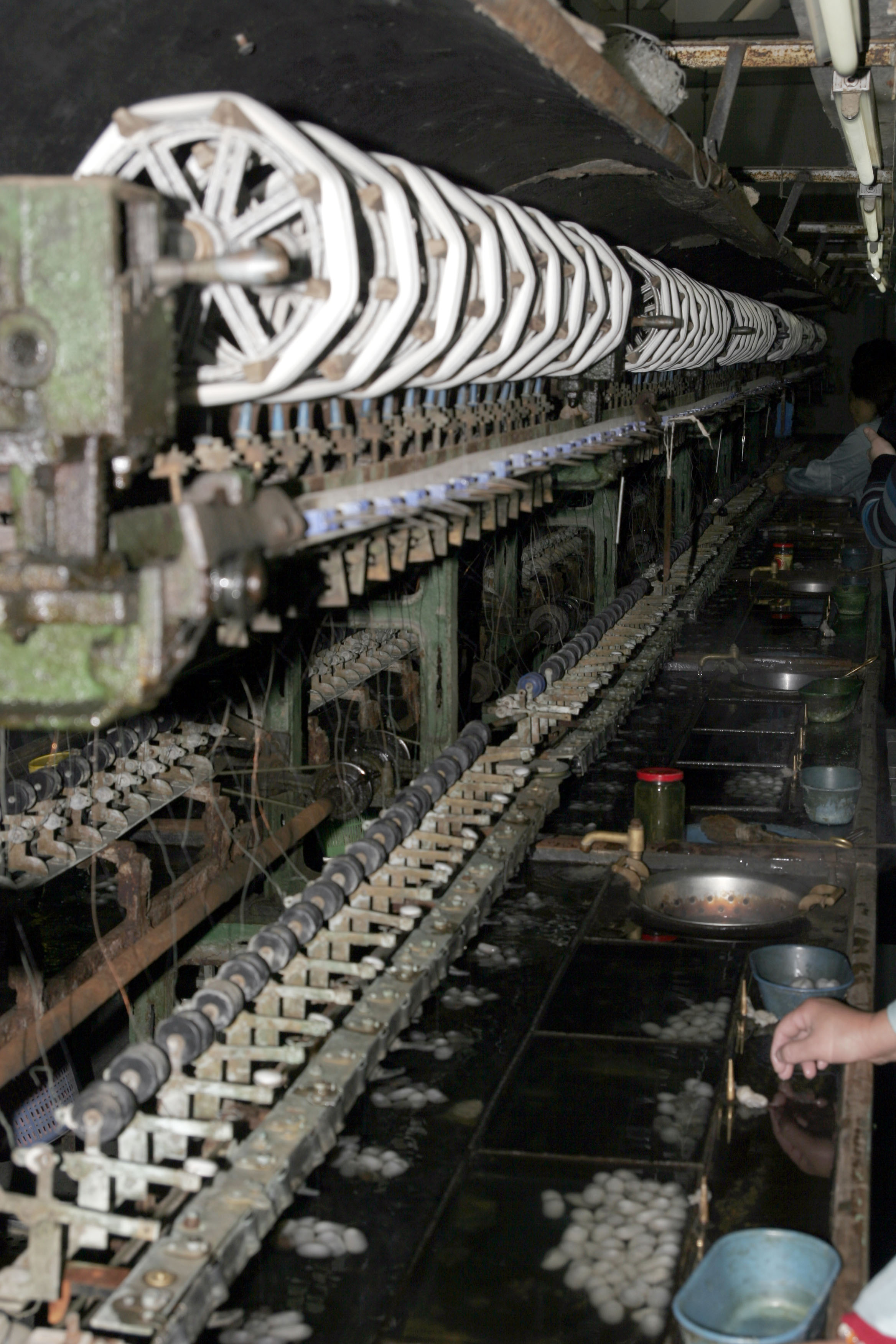
Selyemgombolyító gép

A selyemszál az eperfalevéllel táplálkozó, majd begubózó selyemhernyó (Bombyx mori) váladékából képződik, alkotóeleme a fibroin, amit a szericin tart össze. Kémiailag mindkettő a fehérjék csoportjába tartozik.
A selyemhernyó fejlődésének egy bizonyos szakaszában (begubózáskor), a szája melletti két mirigyből váladékot bocsát ki, s a mirigyváladékából gubót készít maga köré és ebben a kapszulában bábbá változik. Mintegy 15 nap alatt a bábból alakul át imágóvá, amely a gubó falát kirágja és meglazítja, majd a keletkezett lyukon kibújik és selyemlepkévé változik.
A gubót alkotó selyemszálat le lehet fejteni, amíg a gubó ép és még nem rágta szét az imágó a gubót falát alkotó selyemszálat. Ennek érdekében a begubózást követő 8–10. napon a gubóban lévő hernyót forró levegővel elpusztítják, majd a gubót 90 °C-os vízben főzik, ahol a szericinréteg megpuhul és így a selyemgubóból kb. 400–600 méter hosszú selyemszál fejthető le. 1 kg gubóból – ami kb. 3000 darabnak felel meg – kb. 250 g szálat nyernek.
Egy-egy gubószál nem lenne elég erős, ezért 3–8 gubó szálát egy fonallá egyesítik, ez a grège (ejtsd: grezs). 1 kg gubóból 8–10 óra alatt kb. 300 g grège fejthető le. A gubóról lefejtett selyemszálról szappanoldatban leoldják a szericinréteget (ez a hámtalanítás művelete). Ez tömegveszteséggel jár, amit a selyem nehezítésével (fémsós kezelésével) pótolnak. A grège sodrat nélküli szál, amit közvetlenül is fel lehet használni, de igen gyakran több grège összecérnázásával állítják elő az iparban használatos selyemfonalakat (lásd alább).

### A hernyóselyem tulajdonságai[1]
A selyemszál keresztmetszete lekerekített sarkú háromszögre hasonlít, ennek következtében a szál szinte lapos oldalai sok fényt vernek vissza, az adja a szálak fényét. A selyem puha, lágy fogású. A nyers gubószál sűrűsége 1,37 g/cm³, hámtalanítás után 1,25 g/cm³. Viszonylag igen erős, a hámtalanított selyem szakítóhossza (azaz az az elméleti hosszúság, amely alatt saját súlya alatt elszakadna) 25–44 km, nagyjából a nejlonéval egyezik meg. Nedves állapotban azonban szilárdságának mintegy 20%-át elveszíti. Szakadási nyúlása száraz állapotban 3,5%, nedvesen 12%. Erősen nedvszívó, saját tömegének akár 30%-át kitevő vizet is meg tud kötni. Nedves állapotban megduzzad, átmérője akár 16–18%-kal is megnövekszik. Jó elektromos szigetelő. Híg savak nem károsítják, sőt savazással javítható a fogása és a fénye, de savakkal szemben általában kevésbé ellenálló, mint a gyapjú. A lúgokat azonban kissé jobban bírja a gyapjúnál. A szerves oldószereknek ellenáll. A klór erősen károsítja. Igen jól színezhető. Mikroorganizmusokkal szemben ellenálló.

### A hernyóselyem mint textilipari nyersanyag[35]

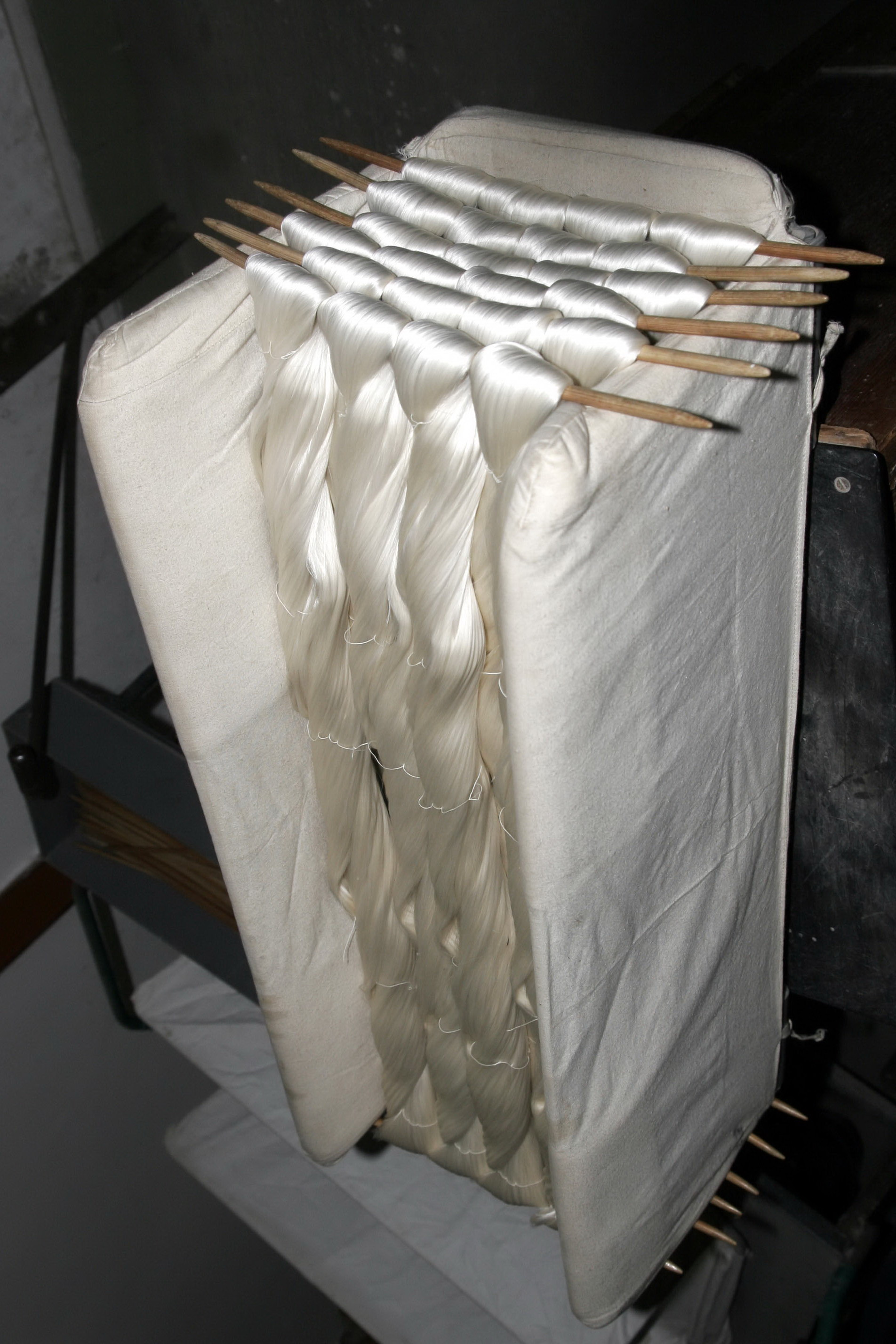
Selyemfonal-matringok

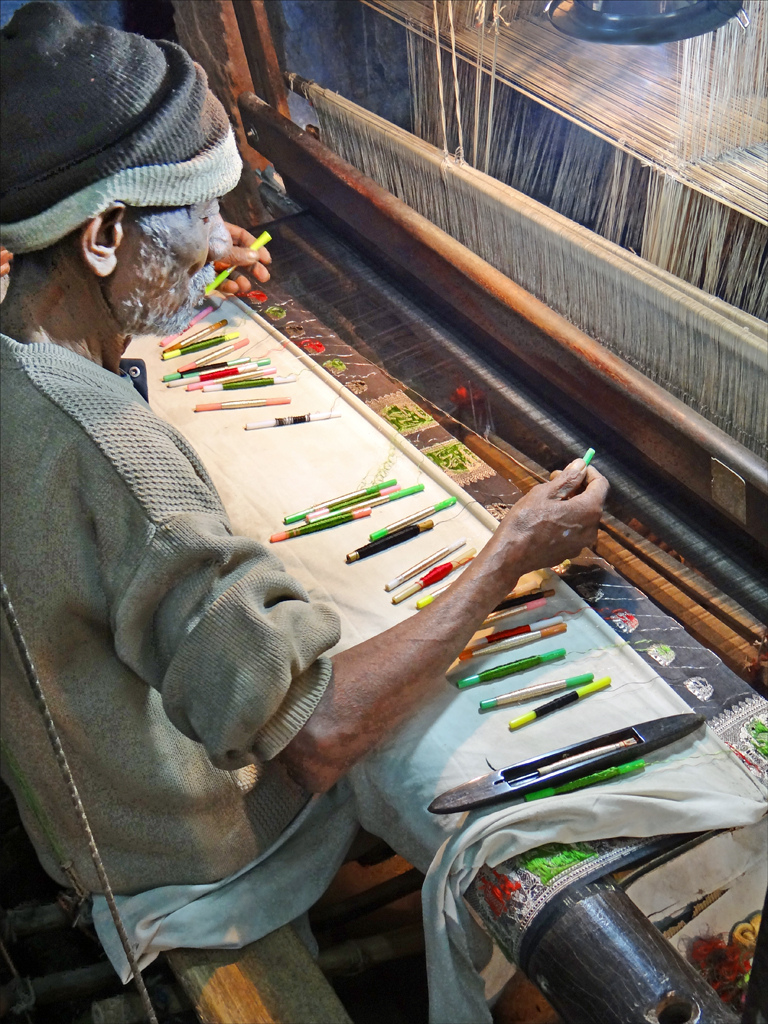
Selyem brokát szövése hagyományos eljárással

A sodrat nélküli grège alkotja a textilipar által használt különböző cérnák alapanyagát. (A cérna a textilipari szaknyelvben több fonalág összesodrásával készült képződmény.)
- A grège önmagában is használható különféle rendeltetésű selyemszövetek lánc- vagy vetülékfonala céljára. Az ilyen szövetek nagyon puhák, „selymes” fogásúak.
- A muszlin erősen sodrott grège, sodratszáma 1500/méter.
- A tráma 2–4 grège szál viszonylag kis sodratszámú (80–150/méter) összecérnázásával készül és szövetek vetülékfonalaként használható.
- Az organzin úgy készül, hogy grège-t méterenként 300–600 S irányú sodrattal összecérnáznak (lásd: fonás), majd 2–3 ilyen ún. előcérnát méterenként 400–600 Z (azaz az előbbivel ellenkező) irányú sodrattal ismét összecérnáznak. Ezzel az eljárással jelentősen megnövelik a termék szakítóerejét.
- A grenadin hasonlóképpen készül, mint az organzin, de nagyobb sodratszámmal, emiatt még erősebb annál.
- Az ondulé egy fajta díszítő cérna. 3 grège szálat S irányú 1500/méter sodratszámmal összecérnáznak, majd egy negyedik grège szálat adnak hozzá és Z irányban 1000/méter sodratszámmal hozzácérnázzák. A cérna ezáltal csavarmenetszerű lesz, ami a belőle készült szövetnek jellegzetes felületet ad.
- A kreppfonal 2–10 grège szál egyesítéséből áll, úgy, hogy a szálak felét S, a másik felét Z sodrattal cérnázzák nagy (2000–3000/méter) sodratszámmal, majd ezeket egyesítik. A nagy sodratszám miatt a szövet felülete szemcsés, „krepp" jellegű lesz.

A selyemhulladékot is hasznosítják:
- a chappe (ejtsd: sapp) selyem a nem lefejthető iker- és egyéb gubók és az egyéb selyemhulladékok feltépésével, fésülésével és az így kapott rövid szálak megfonásával készül;
- a burett selymet a chappe-fonodában keletkező hulladékból fonják;
- újabban a selyemhulladékot nemszőtt kelmék készítésére is felhasználják, műszaki textíliák céljára.[36]

### A hernyóselyem felhasználása

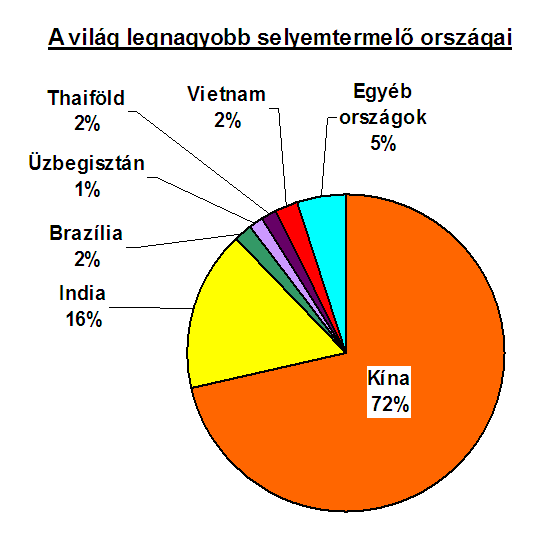
A selyemtermelés megoszlása a világban. A világtermelés 145 ezer tonna/év (2006-os adat)

Jóllehet a világ selyemtermelése (évente kb. 145 ezer tonna) az összes szálasanyag-termelésnek (71,6 millió tonna/év) mindössze 0,2%-át teszi ki, a selyem mégis nagyon fontos szerepet tölt be a textiltermékek körében. Viszonylagos ritkasága, előállításának nagyon munkaigényes volta miatt drága luxuscikknek számít.
A legnemesebb, legtartósabb természetes alapanyagnak tartott, puha fogású selymet mindenki ismeri, öltözködési célra ruha, szári, kimonó, nyakkendő, sál, legyező készül belőle. Régebben – a szintetikus szálasanyagok megjelenése előtt – jelentős műszaki felhasználása is volt, elektromos szigetelő bevonatok, malomipari szitaszövetek készültek belőle, és a nejlon feltalálását megelőzően ebből készítették az ejtőernyőket.
A hernyóselyem fontos alkalmazási területei közé tartoznak az ágyneműk is; reneszánszát éli ágyneműben paplantöltetként, plédként és huzatként egyaránt. Paplantöltetek a fonalkészítésre nem alkalmas, fellazított gubók kellő méretre történő szétterítésével és több réteg egymásra fektetésével készülnek. Selyemszövetekre képzőművészeti alkotásokat is festenek. Számos lakás falait és ablakait díszítik selyemből készült faliszőnyegek és függönyök. A híres perzsaszőnyegek készítéséhez is felhasználnak selyemszálakat.
A selyemfonalak és -kelmék a kozmetikai iparban és a gyógyászatban is alkalmazásra találtak.

## Vadselymek
A tenyésztett selyemlepke (Bombyx mori) hernyójának selymén kívül a textilipar egyes vadon élő lepkefajok hernyóinak gubószálait, az ún. vadselymet is felhasználja. Ez általában durvább és sötétebb színű a tenyésztett selyemhernyó selyménél.
A legnagyobb jelentősége a tussah selyemnek van (nevét Kína egy hasonló nevű körzetétől kapta, ahol a legnagyobb mennyiségben található). Hasonlóképpen dolgozzák fel, mint a selyemhernyó gubóját. Ez rendkívül tartós és rugalmas szál, bár jóval vastagabb, mint a selyemhernyóé.

## Pókselyem

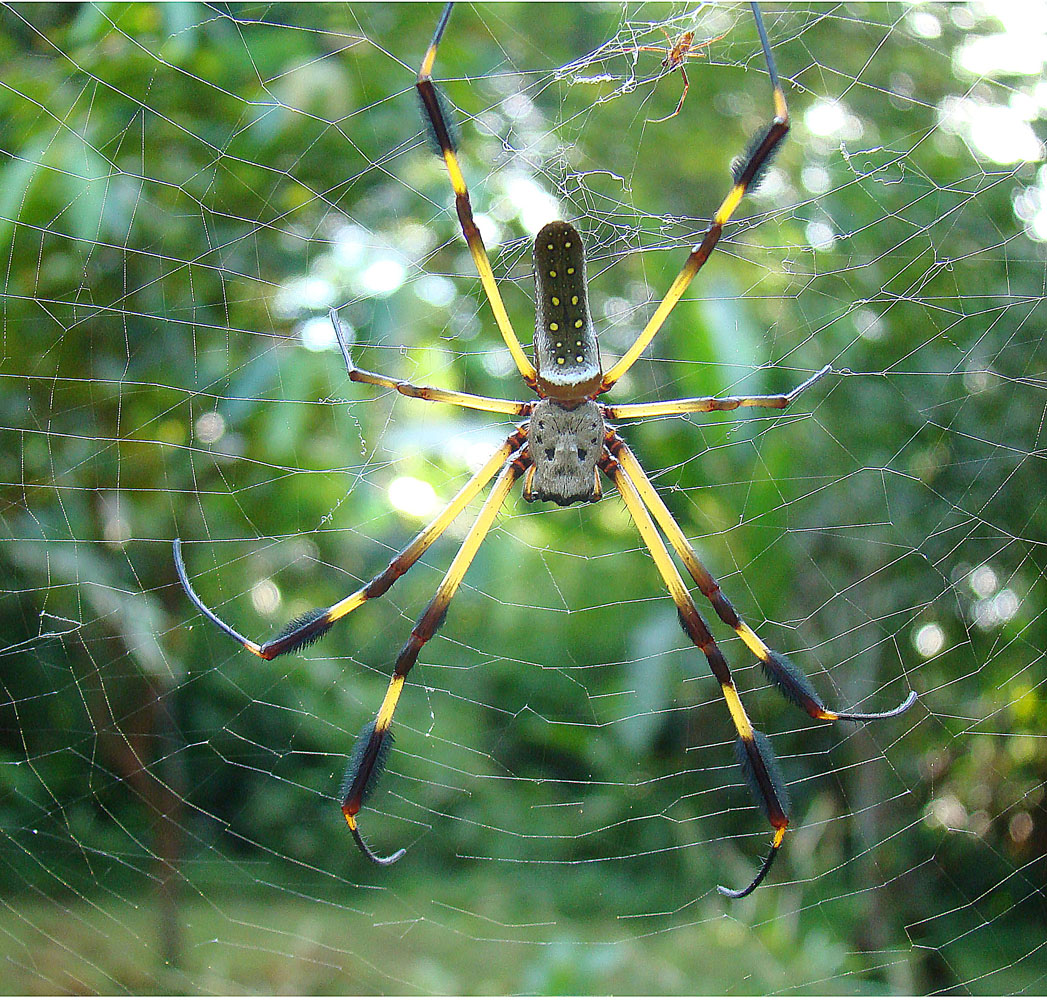
Nephila clavipes

Már mintegy 300 éve kísérleteznek a pókselyem textilipari hasznosításával. Egy francia tudós 1710-ben pókszálakból kesztyűt és harisnyát készített. A pókok tenyésztése azonban igen nagy akadályokba ütközött, és megállapították, hogy 450 pók egész évi szálhozama volna szükséges 1 méter selyemszövet előállítására. 1900-ban a párizsi világkiállításon bemutattak egy kis vég ilyen szövetet, amihez 25 000 pók száltermelését használták fel.
A Nephilia rendszertani nemhez tartozó pókok jellegzetessége, hogy aranyszínű pókselymet bocsátanak ki magukból, amiből újabban luxustextíliákat is készítettek.
A műszeripar korábban szálkeresztek gyártására felhasznált pókselymet. A 21. században nagyon megélénkült a kutatómunka a pókselyem reprodukálására és tömeggyártásának megalapozására, mert kiváló fizikai és mechanikai tulajdonságai miatt (nagy szakítószilárdság, hajlékonyság, rugalmasság, szívósság, jó hővezető képesség) nagyon alkalmas lehet műszaki és gyógyászati textíliák készítésére. Többféle próbálkozás is ismeretes:
- A keresztespókfélék közé tartozó Nephila clavipes selyemszálának húzószilárdsága azonos nagyságrendű a szintetikus kevlárszáléval.[45] A textilipari hasznosítás céljából[43] a Nephila clavipes pókselyemgénjét kivonták, és házi kecskébe (Capra aegagrus hircus) klónozták.[46] Ennek az eljárásnak az eredményeként a kecsketejből viszonylag jelentős mennyiségű, 1–2 g/liter pókselyemproteint tudtak kinyerni, amelyből nedves szálhúzási eljárással BioSteel néven szálakat lehetett előállítani. A kísérlet valószínűleg nem járt sikerrel, mert újabb eredményekről 2002 óta nem olvashatunk a szakirodalomban, és a cég 2006-ban tönkre is ment.[47]
- Baktériumok segítségével sikerült előállítani a spidroint, a pókselyem fő proteinjét, és ezt pókselyemmé átalakítani. A kísérletek 2011-ben kezdődtek, 2013-ban sikerült az első ilyen anyagú, a selyemhez hasonlóan folytonos szálat előállítani, 2014-ben megkezdődött a próbagyártás, és 2015-ben megkezdhették a tömeggyártást. A Biosteel szintetikus pókselyem teljes mértékben rekombinált selyemproteinből áll, és sikerére jellemző, hogy az Adidas sportszergyár próbaképpen ebből a mesterségesen előállított pókselyemből készült sportcipő-felsőrészt készített kipróbálásra.[48][49]
- Az egyik legígéretesebb fejlesztés az, amelynél pókok selyemfehérjéjét fuzionáltatták a selyemlepke selyemproteinjével. Ez tehát valójában egy hernyóselyemszálat eredményezett, amely pókselyem proteinjét is tartalmazza, és a pókselyem előnyös tulajdonságait hordozza. Textilipari feldolgozása lényegében megegyezik a selyemfonal készítésével. Az eljárás olyannyira sikeresnek ígérkezik, hogy az USA hadserege szerződést kötött a céggel az ilyen pókselyemből készült golyóálló mellények kipróbálására.[50][51]
- Más kutatók azzal kísérleteznek, hogy mesterségesen állítsák elő a pókselyem proteinjeit, és ezekből alkossanak gyakorlati felhasználásra alkalmas szálat. Ezek a próbálkozások több kutató-fejlesztő cégnél sikereseknek is bizonyultak, és termékeik már megjelentek lehetséges alkalmazóknál kipróbálásra.[52][53]

Amennyiben ezek a kísérletek sikerre vezetnek, a mesterségesen előállított pókselyem szintetikus szálasanyagokat válthat fel több alkalmazási területen.

## Kagylóselyem
Egyes kagylók szakállszerű „lábaikkal” (bisszusz-szálakkal) rögzítik magukat a talajhoz. Ezek közül a 40–80 cm-re is megnövő, a Földközi-tengerben élő nagy sonkakagyló (Pinna nobilis) bisszusz-szálai fonallá fonhatók és használhatók textília előállítására. A kagyló hegyes végén 3–20 cm hosszú, több száz szálból álló szálköteget ereszt ki magából. A szálak rendkívül erősek, rugalmasak és nyúlékonyak, anyaguk kollagén fehérje, a végükön apró ernyőszerű talpacska van, amivel a talajba kapaszkodnak.
Az ókorban a görögök és rómaiak zsinórokat, kesztyűket, zoknit készítettek kagylóselyemből. Ez az anyag rendkívül drága volt, mert 200 g kagylóselymet 1000 kagylóból lehetett kinyerni.
Antik szövegeben több helyen is előfordul a "bisszusz" (βυσσός, byssus, byssos) kifejezés, azonban ez ott nem kagylóselymet, hanem finom lenfonalat jelent. A legrégibb, igazoltan kagylóselyemből készült szövetdarab Aquincumban került elő egy 4. században élt nő sírjából. Egyiptomi múmiákon is találtak olyan szövetmaradványokat, amelyekről azt gondolták, hogy kagylóselyemből készültek, de később bebizonyosodott, hogy nagyon finom lenfonalakból szőtték őket.
A kagylóselymet rendkívül nagy szakítóereje és rugalmassága miatt a sebészetben is használják sebészeti varrófonal gyanánt és sérült inak pótlására.

## Állati jogok

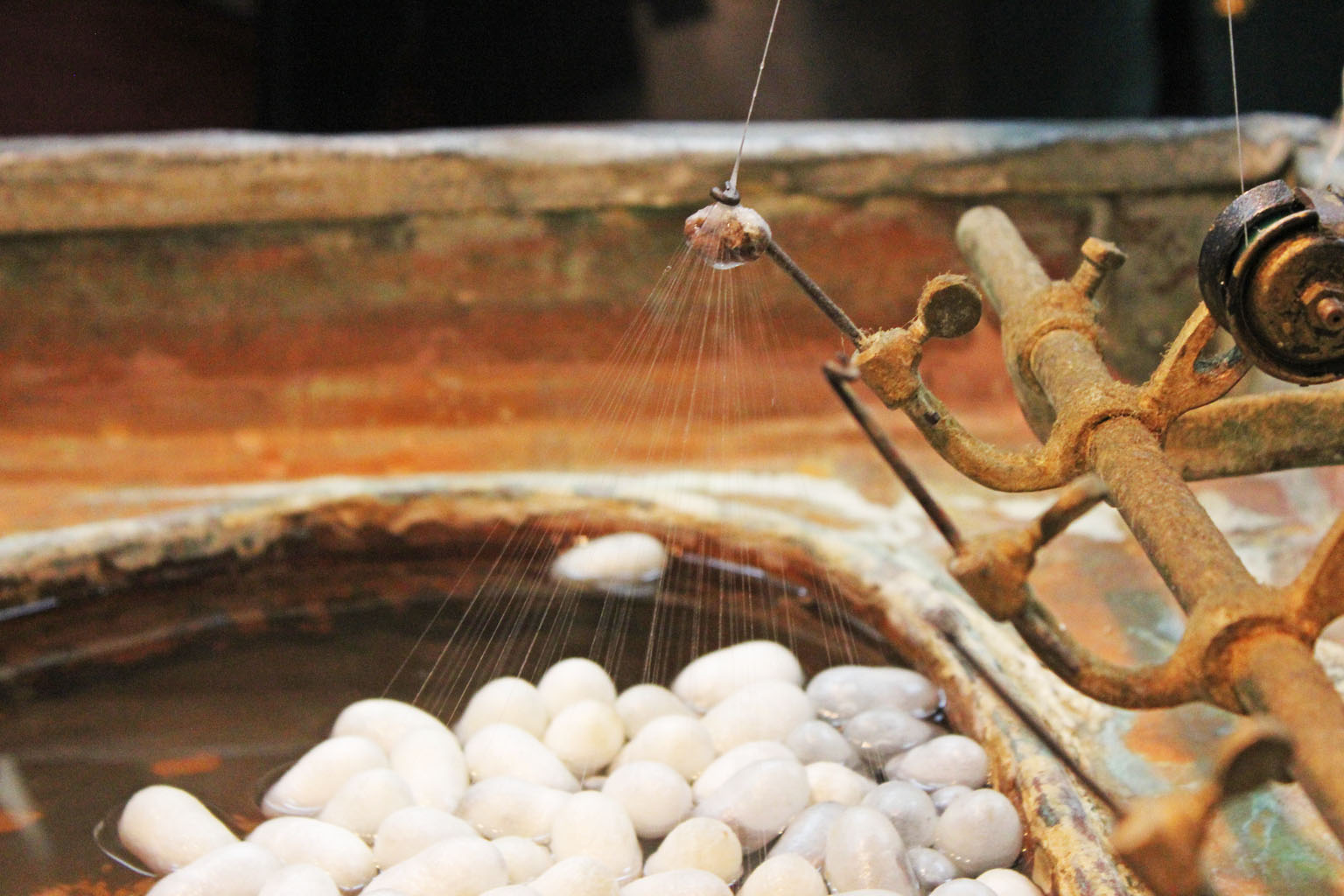
A selyemszál a selyemhernyók gubóiból készül. Ha az imágó kirágja magát a gubóból a selyemszálat nem lehet már legombolyítani, ezért még báb állapotban elpusztítják a rovart a "fojtás" alkalmával, amit meleg levegővel való szárítással oldanak meg. Ezután a gubókat főzik, majd a fellazult selyemszálakat felgombolyítják

A hernyóselyem előállítása közben a báb elpusztul, emiatt sokszor érték támadások a selyemipart állatvédők részéről. Ezek az ellenhangok különösen felerősödtek a mesterséges szálasanyagok elterjedése után. Vannak, akik szerint a selyemhernyók már kipusztultak volna, ha az ember nem hasznosította volna őket.
Mahátma Gandhi szintén ellenezte a selyemgyártást az ahimsza tanítására hivatkozva, amely tiltja, hogy követői bármely élőlényben kárt tegyenek. Ezen érvek tekintetbe vételével alkották meg azt a szövőszéket, amelynek első darabját ma a Gandhi Intézetben tekinthetik meg az érdeklődők.
Akárcsak a selyemhernyó, te is selyemgubót szőttél magad köré. Ki tud téged megmenteni? Törd fel a gubót, és bújj elő belőle, mint egy csodálatos pillangó, mint egy szabad lélek!
Az ahimsza-selymet (megvárják amig kirágja magát a hernyóból lepkévé átalakult rovar a bábból és csak utána dolgozzák fel az üres selyemgubót) vad és félvad selyemhernyók gubóiból készítik. Különösen India déli részein elterjedt azok körében, akik nem szeretnének a hernyók elpusztításával gyártott ruhadarabokat hordani.
A kagylóselymet adó nagy sonkakagylót – amelynek bisszusz-szálait fonalgyártásra lehet felhasználni – a 13/2001. (V. 9.) KöM rendelet a védett és a fokozottan védett növény- és állatfajokról, a fokozottan védett barlangok köréről, valamint az Európai Közösségben természetvédelmi szempontból jelentős növény- és állatfajok közzétételéről c. rendelet 8. sz. melléklete Az Európai Közösségben természetvédelmi szempontból jelentős állatfajok körébe sorolja.